# CVC Capital Partners
CVC Capital Partners és una entitat de capital de risc britànica, les seus principals de la qual es troben a Londres i la ciutat de Luxemburg. Des de l'any 1981 CVC ha realitzat més de 250 inversions de capital de risc en un ampli rang de països i sectors. CVC es va fundar el 1981 i avui té una xarxa d'oficines a Europa, Àsia i els Estats Units.

## Història

### Fundació
El banc nord-americà, Citicorp, va establir una filial, el 1968 per centrar totes les seves inversions en capital de risc. Cap a finals dels setanta i principis dels vuitanta, Citicorp Venture Capital, en aquell moment dirigida per William T. Comfort, va continuar invertint en empreses en una fase primerenca de desenvolupament del seu negoci però també es va expandir al negoci emergent de les compres amb gran palanquejament. CVC Capital Partners es va fundar el 1981 com la filial europea de Citicorp Venture Capital.
La majoria dels directors de Citicorp Venture Capital Europe, en aquest període, entre els quals es trobaven John Botts, Otto Van der Wyck, Jon Moulton i Frank Neale, van abandonar l'empresa a la fi dels 80. Botts va deixar en 1987 per fundar el seu propi banc d'inversió, Botts & Company. Moulton va deixar el banc, el 1985, per fundar Schroder Ventures. L'any següent, Van der Wyck va deixar el 1986 l'entitat per a cofundar l'empresa de capital privat europeu BC Partners i actualment és president d'Alpinvest i conseller a Coller Capital. Neale també se'n va anar per incorporar-se a Phildrew Ventures, que posteriorment es transformaria en UBS Capital i més tard a IRRfc.

### Escissió de Citicorp i la dècada de 1990
A començaments de la dècada de 1990, Michael Smith, que s'havia incorporat a Citicorp en 1982, va dirigir Citicorp Venture Capital a Europa junt amb altres directors executius Steven Koltes, Hardy McLain, Donald Mackenzie, Iain Parham i Rolly Van Rappard. El 1993, Smith i els professionals d'inversió d'alt risc de Citicorp van negociar la seva escissió de Citibank per formar una firma independent de capital privat, «CVC Capital Partners» amb seus a Londres, París i Frankfurt del Main. El 2006, la filial dels Estats Units de Citigroup Venture Capital també es va segregar del banc per formar una nova empresa, coneguda com a «Court Square Capital Partners».
Després de l'escissió, CVC va elevar el seu primer fons d'inversió amb 300 milions de dòlars, la meitat procedents de Citicorp i la resta dels inversors privats i institucionals. A la seva nova etapa independent, CVC va completar la seva transició de les inversions de capital de risc a les compres de palanquejament i d'altres inversions. CVC va continuar amb el seu segon fons el 1996, el primer completament independent de Citibank, amb 840 milions de dòlars en capital compromès.

### A partir del 2000
L'any 2000, CVC era ja una de les més grans empreses privades de capital de risc a Europa. El 2001, CVC va completar la seva captació de recursos per al seu tercer fons d'inversió, que va ser en el seu moment, el fons de capital privat més gran creat a Europa, enfront dels fons creats per les altres empreses principals com Apax Partners i BC Partners. També, al mateix temps, CVC es va expandir a l'Àsia amb un fons de 750 milions de dòlars centrat exclusivament en inversions en empreses asiàtiques.
CVC es va expandir el 2007, als Estats Units, obrint una oficina a Nova York, sota el direcció de Christopher Stadler i supervisada per Rolly van Rappard.

### A partir del 2010
El juny de 2015, CVC va adquirir l'empresa alemanya al detall de perfumeria Douglas AG a càrrec de la firma dels Estats Units de capital privat Advent International.
Al setembre de 2015, CVC va obrir una oficina a Varsòvia.
Al novembre de 2015, CVC i CPP Investment Board del Canadà, adquirien el proveïdor americà de mascotes Petco per un preu a la ratlla de 4,6 mil milions de dòlars.

## Fons d'inversió
| Fons                                        | Any  | Zona   | Milions de dòlars |
| CVC European Equity Partners I              | 1996 | Europe | $840              |
| CVC European Equity Partners II             | 1998 | Europa | $3,333            |
| CVC Asia Fund I                             | 2000 | Àsia   | $750              |
| CVC European Equity Partners III            | 2001 | Europa | $3,970            |
| CVC European Equity Partners IV             | 2005 | Europa | € 6,000           |
| CVC Capital Partners Asia Pacific II        | 2005 | Àsia   | $1,975            |
| CVC European Equity Partners IV Tandem Fund | 2006 | Europa | € 4,123           |
| CVC European Equity Partners V              | 2008 | Europa | € 10,750          |
| CVC Capital Partners Asia Pacific III       | 2008 | Àsia   | $4,119            |